# Appui (statique)
Pour les articles homonymes, voir Appui.

Poutres sur deux appuis; à gauche : appui fixe ; à droite : appui mobile
L'appui sur les pointes des triangles montre que l'appui ne s'oppose pas aux couples et permet donc les rotations. Les petits cercles sur les pointes indiquent que l'appui doit être considéré comme un palier pivotant.

Les appuis au sens de la statique ou de l'ingénierie des structures sont des connexions ou liaisons abstraites entre un corps rigide (ouvrage porteur) et son environnement, à l'aide desquelles les mouvements du corps sont limités et les forces sont absorbées. Les amplitudes de force émanant de l'appui, qui contrecarrent les forces et les moments du corps sont appelées réactions d'appuis (voir aussi action et réaction). 
Les appuis qui relient deux structures de carrosserie entre elles, sont appelés liaisons. Ce n'est que si une structure est statiquement déterminée que les forces aux appuis et les réactions basées sur les différentes charges peuvent être calculées. Une structure est déterminée statiquement si elle ne peut pas être facilement déplacée par des forces externes (statiquement sous-déterminées) ou si des forces externes conduisent à des déformations (statiquement surdéterminées). Par exemple, une barre encastrée des deux côtés se déforme lorsque le matériau chauffe et se dilate car aucune des encastrements des deux côtés ne cède.
Les appuis diffèrent par leur capacité à absorber différentes forces de base (Grundkräfte). Dans l'espace 2D, il y en a jusqu'à trois, car chaque charge qui agit sur un appui peut être décomposée en forces horizontales, forces verticales et moment (de) (couples) (voir aussi parallélogramme de force) .
En trois dimensions, il existe jusqu'à six forces de base, à savoir 3 forces de translation (de) dans les directions des axes respectives, ainsi qu'un moment autour de l'axe correspondant. Un appui peut donc avoir une valeur comprise entre 1 et 6 en trois dimensions.
Un appui capable d'absorber toutes les forces qui se produisent est appelé encastrement.

## Types d'appuis

### Types d'appui 2D
|                                                     | symbole | Condition aux limites en x | Condition aux limites en z | Condition aux limites autour de y | Valeur    |
| --------------------------------------------------- | ------- | -------------------------- | -------------------------- | --------------------------------- | --------- |
| Variante d'encastrement                             |         | N=0                        | V=0                        | φ=0                               | 1 (M)     |
| Appui élastique ou à ressort                        |         | N=0                        | V = k w                    | M=0                               | 1 (V)     |
| Appui mobile ; possibilité de mouvement horizontale |         | N=0                        | w=0                        | M=0                               | 1 (V)     |
| Encastrement coulissant                             |         | N=0                        | w=0                        | φ=0                               | 2 (V,M)   |
| Ressort de torsion                                  |         | N=0                        | V=0                        | M = c φ                           | 1 (M)     |
| Appui mobile ; possibilité de mouvement verticale   |         | u=0                        | V=0                        | M=0                               | 1 (N)     |
| Encastrement ; possibilité de mouvement verticale   |         | u=0                        | V=0                        | φ=0                               | 2 (N,M)   |
| Appui fixe                                          |         | u=0                        | w=0                        | M=0                               | 2 (N,V)   |
| Encastrement                                        |         | u=0                        | w=0                        | φ=0                               | 3 (N,F,M) |
| Appui mobile incliné                                |         | N+V=0, tu = w              | N+V=0, tu = w              | M=0                               | 1 (N/F)   |

Tous les appuis du tableau sont définis dans le système de coordonnées des barres et peuvent être orientés arbitrairement dans un système de coordonnées global. L'appui incliné dans le système de coordonnées de la barre est destiné à illustrer à titre d'exemple que tous les appuis peuvent être utilisés dans n'importe quelle orientation. Une possibilité de translatabilité est symbolisée par une double ligne, une possibilité de liaison par le cercle à la pointe d'un triangle. En réalité, tous les appuis sont flexibles et correspondent à un appui à ressort. En construction mécanique, les barres sont généralement appuyées d'une manière statiquement déterminée, de sorte que les tassements et la rigidité d'un appui n'ont aucun effet et peuvent donc être considérées comme un appui rigide.
Cependant, dans la construction, les structures porteuses sont généralement surdéterminées statiquement. Dans le calcul statique des sous-systèmes, la flexibilité des appuis est souvent simplement supposée rigide. Dans le calcul statique, des appuis d'encastrement, fixes et mobiles horizontalement apparaissent souvent. Étant donné que les dalles de plancher s'étendent généralement selon deux axes, un calcul tridimensionnel est souvent nécessaire. En termes tridimensionnels, les symboles d'appui 2D sont souvent adoptés de manière analogue ; comme cela n'est souvent pas clair, les conditions aux limites et de transition sont souvent décrites ici.

### Types de appuis 3D
Puisqu'il existe six forces de base en trois dimensions, il existe davantage de types d'appuis différents selon les combinaisons possibles de forces de base - depuis l'appui de la plus haute qualité, l'encastrement d'une valeur de 6, jusqu'à l'appui fixe, qui ne peut absorber que les forces verticales (poids) (« dans le « sol »).
Un tube, qui sert par exemple d'appui à une tige ronde guidée à travers lui, permet d'une part un déplacement dans l'axe du tube et, d'autre part, une rotation autour de l'axe du tube. Étant donné que les quatre autres forces de base sur six peuvent être absorbées par le tube (mouvement selon deux axes et rotation autour de deux axes), il s'agit d'un appui à quatre valeurs.

## Calcul des réactions des appuis
Pour une structure déterminée statiquement, les forces portantes peuvent être calculées à l'aide des conditions d'équilibre :
{\displaystyle \Sigma F_{ix}=0,\quad \Sigma F_{iy}=0,\quad \Sigma M_{i}^{(P)}=0}
Les équations expriment que les sommes de toutes les forces horizontales, forces verticales et moments (y compris les forces portantes) doivent être égales à zéro pour un corps au repos. Les forces d'appui individuelles sont calculées en résolvant ce système d'équations.
|                  | Encastrement | Encastrement coulissant | Appuis fixe | Appui mobile | Encastrement vertical |
| ---------------- | ------------ | ----------------------- | ----------- | ------------ | --------------------- |
| Appui            | zentriert    | zentriert               | zentriert   | zentriert    | zentriert             |
| Réaction d'appui | zentriert    | zentriert               | zentriert   | zentriert    | zentriert             |

### Exemple
La poutrelle non chargée illustrée est soutenue par un appui fixe A à gauche et un appui mobile B à droite. Une force F agit sur le côté droit. Puisque A est un appui fixe, l'appui A peut absorber à la fois les forces horizontales et verticales. L'appui B, appui mobile, ne peut absorber que les forces verticales.
Premièrement, la structure porteuse est « découpée ». Pour ce faire, on remplace les appuis par les forces qu'ils peuvent appuyer et divisez chaque force d'attaque en ses composants respectifs par rapport au appui. Dans ce cas, il s'ensuit {\displaystyle F_{y}=F\sin(\alpha )} et {\displaystyle F_{x}=F\cos(\alpha )}.
Cela signifie que les conditions d’équilibre suivantes peuvent maintenant être établies.
La somme de toutes les forces horizontales est :
{\displaystyle \Sigma F_{ix}=0=A_{x}+F_{x}}
{\displaystyle A_{x}} est ainsi {\displaystyle -F_{x}}. Comme {\displaystyle A_{x}} donne ici une valeur négative, la direction de la force supposée dans l'image est graphiquement mal choisie ; la force d'appui réelle pointe dans la direction opposée..
La somme de toutes les forces verticales est :
{\displaystyle \Sigma F_{iy}=0=A_{y}+B_{y}-F_{y}}
Cette équation à deux inconnues ne peut être résolue qu’en établissant en plus l’équilibre des moments. En principe, cela peut être fait à tout moment. Le moment d’équilibre autour du support B est choisi dans l’équation suivante :
{\displaystyle \Sigma M_{i}^{B}=0=A_{y}\cdot l+F_{y}\cdot a}
Notez que les deux forces sont répertoriées comme positives, même si elles pointent dans des directions différentes, car les deux forces produisent un couple dans le sens des aiguilles d'une montre dans la poutre (si l'équilibre des moments était établi autour de l'appui A, les forces produiraient des couples dans des directions opposées). La résolution de l’équation donne {\displaystyle A_{y}} :
{\displaystyle A_{y}=-F_{y}\cdot {\frac {a}{l}}}
Ici aussi, la force {\displaystyle A_{y}} dans le l'appui A est négative. L'appui maintient donc la poutre vers le bas grâce à la force d'appui. Si l'appui n'est pas en mesure de le faire, la poutre s'inclinera et tournera autour du point B. Au cours de l'analyse, il faut veiller à ce que le modèle statique représente intuitivement la réalité, sinon il faut être conscient des erreurs du modèle.
Avec le résultat pour {\displaystyle A_{y}} {\displaystyle B_{y}} peut être calculé en insérant :
{\displaystyle 0=-F_{y}\cdot {\frac {a}{l}}+B_{y}-F_{y}}
{\displaystyle B_{y}=F_{y}\cdot {\frac {a}{l}}+F_{y}}
{\displaystyle B_{y}=F_{y}\ \left({\frac {a}{l}}+1\right)}

### Encastrementfixeetcoulissant
Un encastrement (fixe)  est un appui qui empêche les déplacements dans les trois directions ainsi que les rotations autour des trois axes au point d'appui.

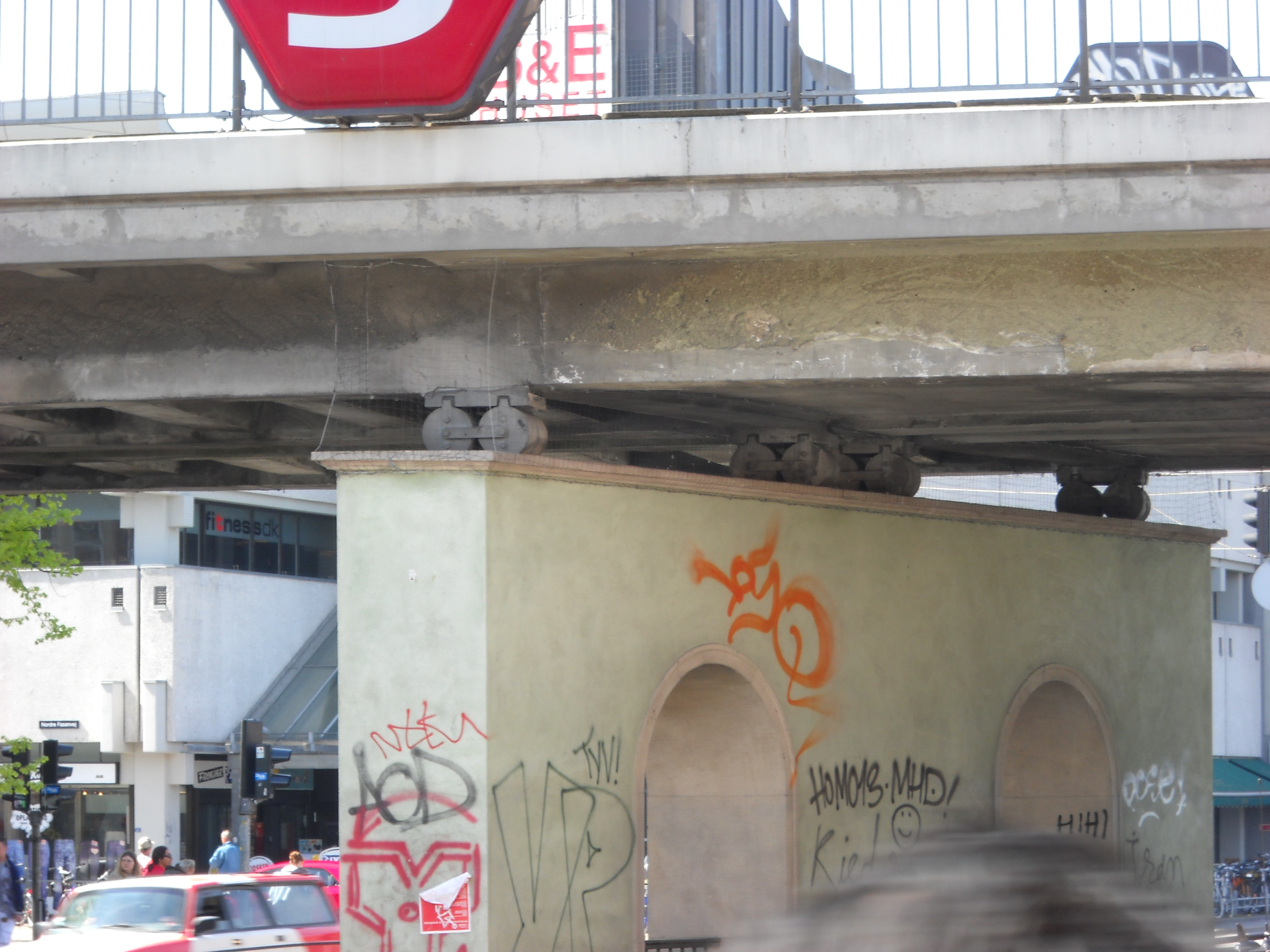
Un appui mobile sur le pilier central d'un pont ferroviaire. Le tablier repose sur des rouleaux en acier.

Un encastrement coulissant est un guide coulissant (de) qui permet des déplacements (généralement dans une ou deux directions), mais aucune des trois rotations dans le point d'appui.

### Appui fixe et appui mobile
Un appui fixe empêche tout déplacement et permet une ou plusieurs rotations au point d'appui.Pour empêcher un corps de tourner ou de s'incliner, il doit être appuyé à au moins un autre endroit du plan et à au moins deux autres endroits dans l'espace en plus de l'appui fixe.
Un appui mobile peut être (dans le cas d'un arbre rotatif), également appelé palier lisse. Il empêche un ou deux déplacements (y compris généralement le déplacement provoqué par le poids) et autorise les autres déplacements et une ou plusieurs rotations dans le point d'appui.
Les termes appuis fixes et mobile sont généralement utilisés ensemble. Par exemple, un arbre rotatif est généralement conçu avec un roulement mécanique ou un palier lisse immobile comme appui fixe pour empêcher l'ensemble de l'arbre de bouger. Cependant, d'autres appuis d'arbre sont conçus comme des appuis mobiles afin d'éviter les contraintes (voir aussi zwängung) axiales dues à la dilatation thermique de l'arbre lors des changements de température. Pour la même raison, des appuis fixes et mobiles sont utilisés dans la construction de ponts.
Une conception déterminée statiquement grâce à la disposition appropriée des appuis fixes et mobiles peut être facilement calculée, car il n'est pas nécessaire de prendre en compte les forces et moments supplémentaires provoqués par les contraintes forcées dans les appuis, comme celles qui surviennent lorsque des structures statiquement surdéterminées sont chargées.
Les appuis fixes et mobiles avec liaisons sont également appelés liaison fixes ou mobiles.